# ФК Портсмут
Футболен клуб Портсмут (на английски: Portsmouth Football Club, правилен правопис по правилата да транскрипции ФК Портсмът) е английски професионален футболен клуб от град Портсмут. Отборът е известен с прозвищесто си „Помпи“ и играе в Първа лига. Клубът е под администрация. През сезон 2009/10 Портсмут изпада от Премиършип. „Помпи“ достига и до финал за ФА Къп, но губи от Челси с 1 – 0.

## Успехи
- Носител на Купата на Англия: (2) 1938/1939, 2007/2008
- Финалист за Купата на Англия: (2) 1928/29, 1933/34
- Носител на Къмюнити Шийлд: (2) 1938/39, 1948/49

## Български футболисти
- Светослав Тодоров: 2002/07 - (77 мача - 37 гола)